# ルイス・アゴーテ

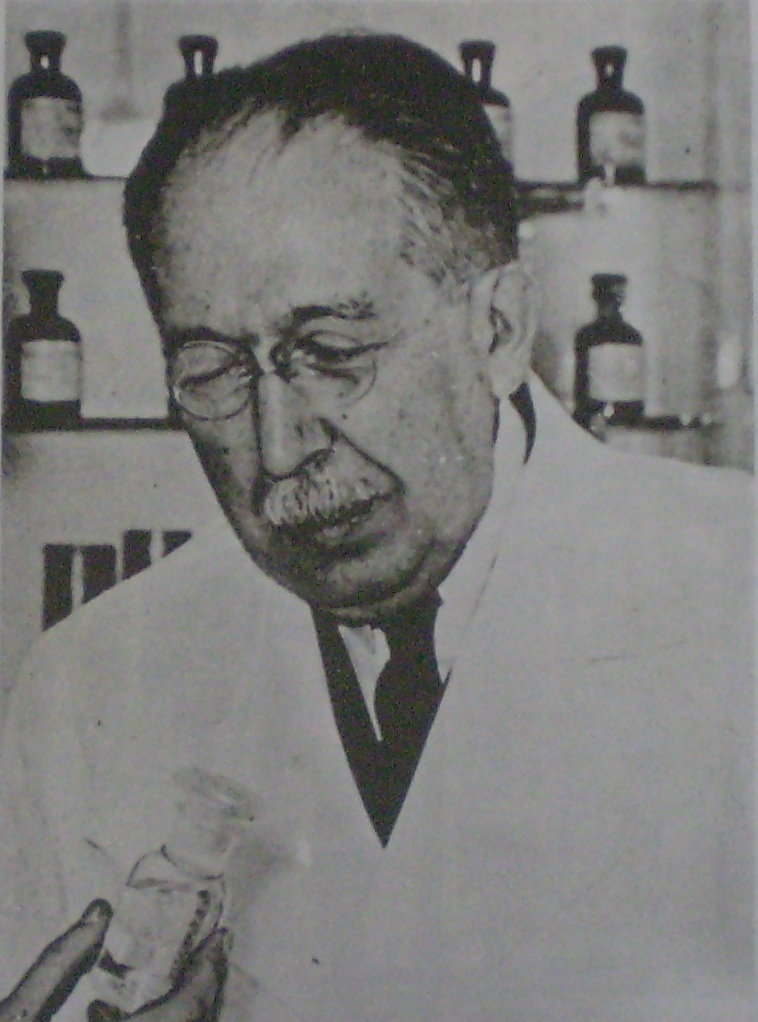
Dr. Luis Agote

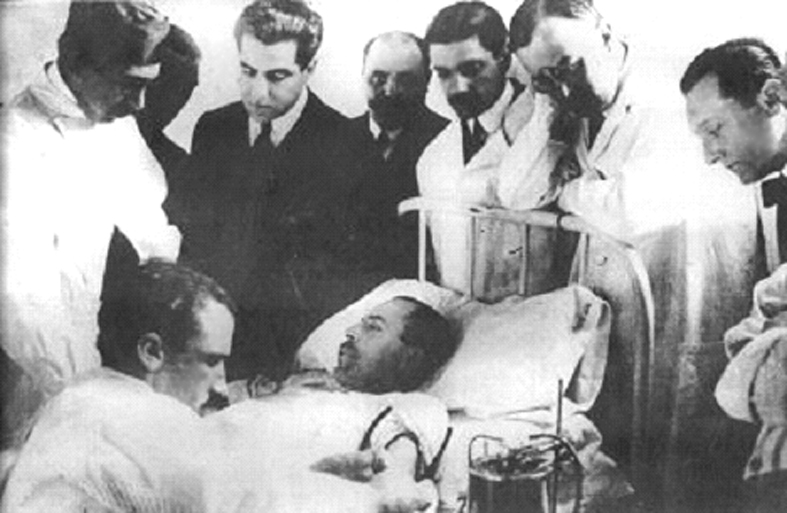
1914年の輸血治療の写真右から2人目がルイス・アゴーテ

ルイス・アゴーテ(Luis Agote、1868年9月22日 - 1954年11月12日）は、アルゼンチンの医師、医学者である。血液に抗凝固剤としてクエン酸ナトリウムを使用して保存した血液で、輸血に成功した一人である。この方法はアゴーテ、ベルギーのアルベール・ユスタン、ドイツ系アメリカ人、リチャード・ルーイソンが独立して発見した。クエン酸ナトリウムによって血液が保存できたことによって、ドナーと患者の血管を直接つなぐなどの方法によらず、輸血が可能となった。

## 生涯
ブエノスアイレス市出身。ブエノスアイレス大学の医学部で学び、化膿性肝炎に関する論文で1893年に医学の学位を得た。健康省の役人になり、1895年からは、マルティン・ガルシア島のハンセン病患者の病院の病院長となった。1899年からブエノスアイレスのHospital Rawsonで働いた。1905年からブエノスアイレス大学の医学の助教授、1915年から教授となった。1914年に研究所を設立し、研究を行い、特に輸血に関する研究に功績があった。血友病患者の治療のために Lucio Imazとともに輸血の研究を行った。輸血のための血液の保存のために特殊な保管方法と温度管理を行う方法は失敗した。血液の凝固を避けるための添加物の動物実験を行い、クエン酸ナトリウムが凝固を防ぎ、人体への影響も小さいことを発見した。抗凝固剤を加えた血液での最初の人体への輸血の施術は、1914年11月9日、大学の学長、医学部の学長の立会いのもとで行われ成功した。300ccの輸血が行われ、患者は回復した。第一次世界大戦の勃発により、負傷兵の治療にこの技術は重要で広く行われるようになった。戦争が終わった後、この方法は独立して3人の医学者が、それぞれ発見していたことがわかった。ベルギーのアルベール・ユスタンが1914年3月27日に、輸血治療をしており、ドイツ系アメリカ人のリチャード・ルーイソン（Richard Lewisohn）が1915年にニューヨークのマウントサイナイ病院 (Mount Sinai Hospita）で輸血治療をおこなっていた。
生涯を通じてアルゼンチンの大学や学会から名誉博士号や名誉会員を送られ、チリ政府からも功労章を送られた。